# Henri de Saussure
Pour les articles homonymes, voir Saussure.
Henri Louis Frédéric de Saussure est un zoologiste et un minéralogiste suisse, né le 27 novembre 1829 à Genève et mort le 20 février 1905 dans cette même ville.
Il est le petit-fils de Horace Bénédict de Saussure, le père du célèbre linguiste Ferdinand de Saussure (1857-1913) ainsi que l'arrière-grand-père de l'actrice Delphine Seyrig (1932-1990).
Il fut ami avec le célèbre botaniste et explorateur suisse Georges Claraz.

## Biographie
Il commence à faire ses études à Briquet puis à l’institut de Fellenberg où il suit les cours de François Jules Pictet de la Rive (1809-1872) qui l’initie à l’entomologie. Il complète ses études à Paris où il obtient une licence à la faculté de Paris puis son titre de docteur à l’université de Giessen. De Saussure se consacre à l’étude des hyménoptères et des orthoptères et fait paraître son premier article scientifique sur les guêpes solitaires en 1852. En 1854, il voyage dans les Caraïbes puis au Mexique et aux États-Unis où il rencontre Louis Agassiz (1807-1873).
Il revient en Suisse en 1856 avec des collections d’insectes, de myriapodes, de crustacés, d’oiseaux et de mammifères. Il s’intéresse également à la géographie, la géologie et l’ethnologie. Il participe à la fondation, en 1858, de la Société de géographie de Genève. De Saussure est également membre du comité directeur du Muséum d'histoire naturelle de Genève et, grâce à son action, les collections d’hyménoptères et d’orthoptères de ce dernier deviennent parmi les plus riches au monde. De Saussure devient, en 1872, membre honoraire de la Société entomologique de Londres. Il est l’auteur de très nombreuses publications en taxinomie, et a décrit plus de 3500 espèces durant sa carrière. Un minéral, la saussurite, lui a été dédié.

## Liste partielle des publications

### Sur les hyménoptères
- Études sur la Famille des Vespides. 1. Monographie des Guêpes solitaires, ou de la Tribu des Euméniens, comprenant la Classification et la Description de toutes les Espèces connues jusqu'à ce Jour, et servant de complément au Manuel de Lepeletier de Saint Fargeau. Paris : Masson pp. 1–128 pls ii-v, vii, x, xiv (1852).
- Note sur la tribu des Masariens et principalement sur le Masaris vespiformis. Ann. Soc. Entomol. Fr. (3)1: xvii-xxi (1853).
- Études sur la Famille des Vespides. 2. Monographie des Guêpes Sociales, ou de la Tribu des Vespiens, ouvrage faisant suite à la Monographies des Guêpes Solitaires. Paris : Masson pp. 1–96 pls 2-8, 13 (1853).
- Études sur la Famille des Vespides. Troisième Partie comprenant la Monographie des Masariens et un Supplément à la Monographie des Eumeniens. Paris : Masson pp. 1–48 pls i-v (1854).
- Études sur la Famille des Vespides. 2. Monographie des Guêpes Sociales, ou de la Tribu des Vespiens, ouvrage faisant suite à la Monographies des Guêpes Solitaires. Paris : Masson pp. 97–256 pls 9-12, 14-18, 20-24, 27-33 (1854).
- Études sur la Famille des Vespides. Troisième Partie comprenant la Monographie des Masariens et un Supplément à la Monographie des Eumeniens. Paris : Masson pp. 49–288 pls vi-xiv (1855).
- Études sur la Famille des Vespides. Troisième Partie comprenant la Monographie des Masariens et un Supplément à la Monographie des Eumeniens. Paris : Masson pp. 289–352 pls xv-xvi (1856).
- Mélanges hyménoptérologiques. Mém. Soc. Phys. Hist. Nat. Genève 17: 171-244 (1863).
- Hymenoptera. In, Reise der österreichischen Fregatte Novara um die Erde in den Jahren 1857, 1858, 1859 den unter den Befehlen des Commodore B. von Wüllerstorf-Urbair. Zoologischer Theil. Wien : K-K Hof- und Staatsdrückerei Vol. 2(1a). 138 pp. (1867).

### Sur les orthoptères
- Essai d'un système des Mantides. Mitt. Schweiz. Entomol. Ges. 3: 49-73 (1869).
- Additions au système des Mantides. Mitt. Schweiz. Entomol. Ges. 3: 221-244 (1870).
- Mélanges Orthoptérologiques. Fasc. 3. Mem. Soc. Phys. Hist. Nat. Genève 21(1): 1-214 (1871).
- Mélanges Orthoptérologiques. Fasc. 3. Mem. Soc. Phys. Hist. Nat. Genève 21(1): 1-214 (1871).
- Mélanges Orthoptérologiques. Supplément au IIIme Fascicule. Mem. Soc. Phys. Hist. Nat. Genève 21(1): 239-336 (1871).
- Mélanges Orthoptérologiques. Fasc. 4. Mem. Soc. Phys. Hist. Nat. Genève 23: 1-160 (1872).
- Saussure, H. de & Zehntner, L. Histoire naturelle des Blattides et Mantides. pp. 147–244 in *Grandidier. A. (ed.) Histoire Physique, Naturelle et Politique de Madagascar. Paris : Librairie Hachette et Cie, vol. 23 Orthoptères (1895).

## Source
- Traduction de l'article de langue anglaise de Wikipédia (version du 21 août 2006).